# Семяножка

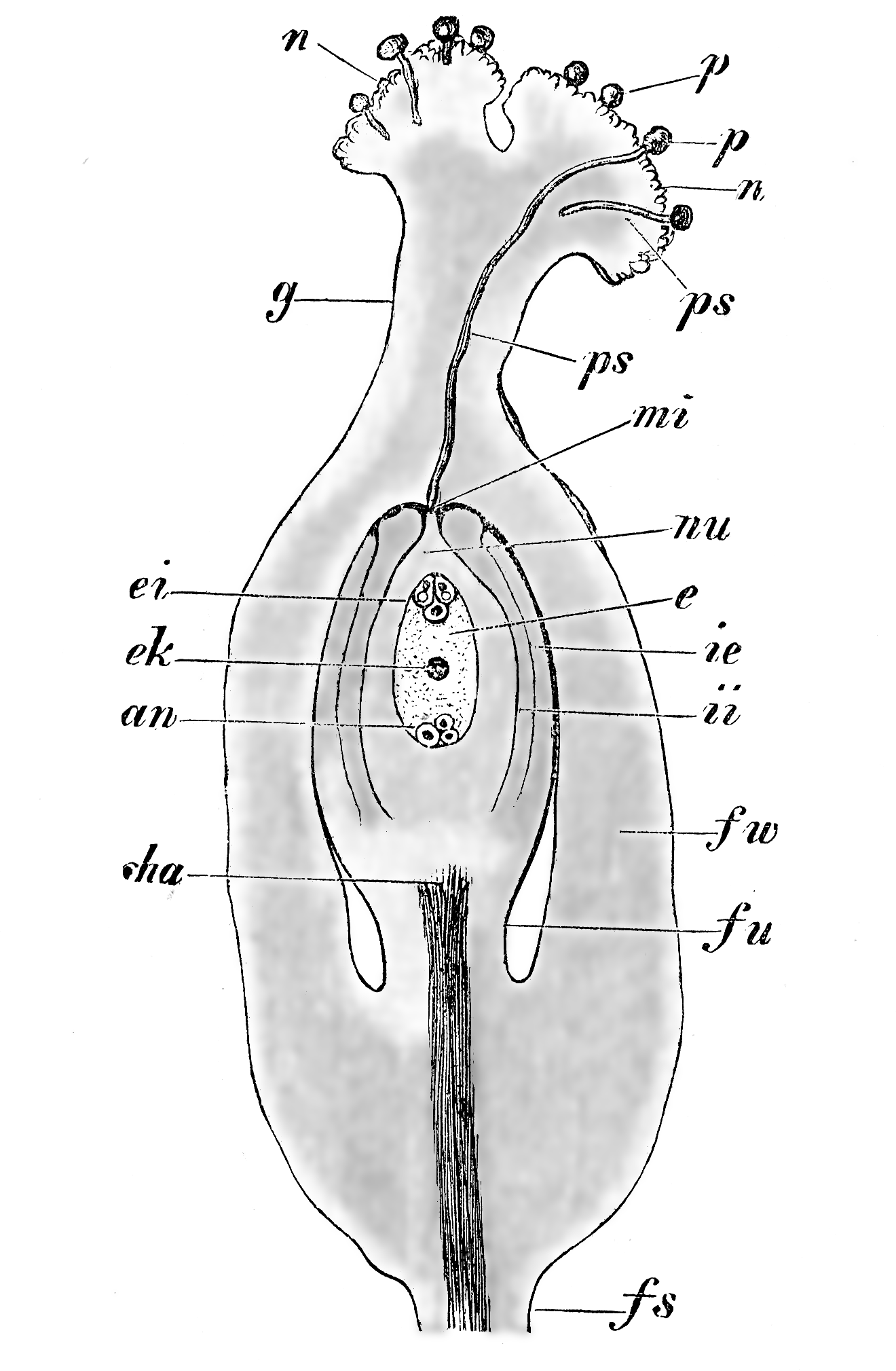
Семязачаток Фаллопия вьюнковая|фаллопии вьюнковой (Fallopia convolvulus). Семяножка обозначена fu.

Семяно́жка, или Фуни́кулус (лат. funiculus) — часть семязачатка, связывающая его с плацентой у цветковых растений. Кроме того, семяножка может играть роль в образовании ариллуса.